# Álvaro Ramos Trigo
Álvaro Ramos Trigo (Montevideo, 11 de març de 1950) és un enginyer agrònom i polític uruguaià pertanyent al Partit Nacional.
Ramos, qui pertany al Partit Nacional, va completar amb èxit els seus estudis de Ciències Agrícoles de la Universitat de la República. Va ser des de l'1 de març del 1995 al 2 de febrer de 1998 Ministre d'Afers Exteriors de l'Uruguai. Anteriorment, va exercir durant tres anys el càrrec de Ministre de Ramaderia, Agricultura i Pesca (1 de març, 1990-2 01, 1993).